# Herulen
De Herulen waren een Oost-Germaans volk, verwant aan de Goten, dat na het uiteenvallen van het Romeinse Rijk aan het einde van de 5e eeuw n.Chr. een koninkrijk in het Donaugebied stichtte. Waarschijnlijk waren hun voorouders woonachtig aan de Oostzeekust. Hoewel leden van dit volk dikwijls optraden als huursoldaten en plunderaars, is er geen reden om aan te nemen dat het uitsluitend om een militaire broederschap (een Männerverbund) ging, zoals de nazi-historicus Otto Höfler beweerde. 
In de Nederlandse geschiedenis hebben de Heruli vermoedelijk geen rol van betekenis gespeeld. Het bestaan van een Westeuropees Herulenrijk is een achterhaalde theorie uit de 19e eeuw.

## Geschiedenis
De naam Heruli of Eruli, Grieks Ερουλοι, bevat de Proto-Germaanse stam *erala- 'edelman, held', waarvan ook de titels earl en jarl zijn afgeleid. De stam *er- die hieraan ten grondslag ligt, drukt 'strijd' uit. De Griekse historicus Dexippus noemt hen rond 270 de Eluroi (Ἕλουροι) en verklaart hun naam uit het Griekse woord voor 'moerasland' of 'weide'  (ἕλος). Jordanes verbond hun naam met de Maeotische moerassen in de Krim.
De Herulen werden voor het eerst genoemd door Romeinse en Griekse geschiedschrijvers in de de tweede helft van de 3e eeuw, tijdens de regeerperiode van keizer Gallienus. Samen met hun bondgenoten, de Goten, vielen ze het Romeinse Rijk binnen en plunderden  in 267 zowel Byzantium als Athene. Twee jaar later werden ze echter compleet verslagen door het Romeinse leger in de Slag bij Naissus (Niš in het huidige Servië).
In 286 trokken Herulen over de Rijn en vielen ze Gallië binnen. Dat deden ze samen met de Chaibones die dit al eerder hadden geprobeerd. Volgens Romeinse bronnen waren deze volkeren afkomstig uit de verste oorden (locis ultimi), waarbij men net als bij andere invallende volkeren aan het geheimzinnige Scandinavië moet hebben gedacht. Ook deze invallers werden verslagen, maar we vinden hen niet veel later als huursoldaten in Romeinse dienst.
In de vierde eeuw worden elitesoldaten van dit volk meermalen vermeld als Romeinse hulptroepen, doorgaans samen met de Batavi, vermoedelijk afkomstig uit Batavia, dat is Passau aan de Donau. In 366 werden deze troepen verslagen te Chalon-sur-Saône door invallende Alemannen. Deze troepen werden daarna naar de Schotse grens gestuurd maar halverwege weer terug geroepen om de Romeinse grenzen in de Balkan te verdedigen.
Tegen het eind van de 4e eeuw stond het volk der Herulen, dat zich in Pannonië (nu Oostenrijk en Hongarije) had gevestigd, onder heerschappij van de Ostrogoten. Nadat hun koning Ermanarik in 375 verslagen werd, kwamen ze onder gezag van de Hunnen te staan. Na de dood van Attilla en de val van het Hunnenrijk in 454 vestigden sommige Herulen zich in Zuid-Slowakije bij de rivieren de Theiss en de Mureş. Ze stichtten daar een koninkrijk dat in het zuiden grensde aan de Ostrogoten, links van de Donau in Hongarije aan de Longobarden en verder stroomafwaarts aan de Gepiden. Hun materiële cultuur, met name de grafheuvels, was sterk verwant met die van de volkeren uit het Oostzeegebied.

### Odoaker

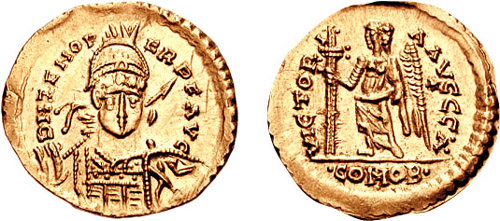
een solidus met de afbeelding van Odoaker

De uit het volk der Skiren afkomstige generaal Odoaker onttroonde in 476 de laatste keizer van het West-Romeinse Rijk, Romulus Augustulus, en benoemde zichzelf tot koning van Italië. Hiermee kwam een eind aan het West-Romeinse Rijk. Odoaker werd in 493 verslagen en vermoord door de Ostrogoten, die de heerschappij over Italië overnamen.

### Rudolf
Koning Theoderik de Grote van de Ostrogoten riep ergens tussen 507 en 514 de hulp in van de koningen der Herulen, Thuringers en Warnen. Omdat de Herulen soms als piraten worden afgeschilderd, terwijl omstreeks dezelfde tijd ook de Warnen aan de Hollandse kust opdoken, heeft men wel gemeend dat zich aan de Nederrijn een koninkrijk der Herulen zou hebben bevonden. Veel waarschijnlijker is echter dat het hier om het bestaande koninkrijk van de Herulen in het Donaugebied ging.
Omstreeks deze tijd was een zekere Rudolf koning van de Herulen. Hij moest het opnemen tegen een volgende golf van immigranten, namelijk de Longobarden. In 505 of 508-510 vielen deze onder leiding van Tato het gebied van de Herulen binnen en vernietigden hun koninkrijk. Rudolf sneuvelde in de strijd. Het merendeel van de overwonnen Herulen voegde zich hierna bij het koninkrijk Longobarden (in het huidige Nederoostenrijk), een minderheid sloot zich aan bij de Gepiden in het huidige Hongarije.
De Byzantijnse diplomaat Procopius bericht dat de een deel van de Herulen in 512 na een tocht door het land van de Slaven en de Denen terugkeerde naar het hoge noorden en zich in de buurt van de Gauten in Zweden vestigde. Een ander deel van het volk zou zich later bij hen gevoegd hebben. Dat alles is echter niet zeker. Volgens de Oostenrijkse historicus Roland Steinacher gaat het eerder om een variant van de klassieke mythe die Scandinavië als het herkomstland van de Goten en andere barbaarse volkeren aanwees.
In 533 vochten nog vele Herulen in de legers van het Byzantijnse Rijk. Duizenden dienden in de persoonlijke lijfwacht van de Byzantijnse generaal Belisarius.

### Andere vermeldingen
In 406 begaven de Romeinse verdediginglinies het. De Herulen trokken samen met andere volkeren, waaronder de Saksen, bij Mainz over de Rijn. In 455 overviel een groep Herulen  met zeven schepen Galicië (Spanje) en in 459 werden deze piraten daar weer gesignaleerd. 
In 476 verschenen gezanten van de Saksen, Herulen, Sugrambren (Franken) en Bourgondiërs in Spanje aan het hof van Eurik (466-484), de koning der Visigoten, die bondgenoten zocht in zijn strijd tegen de invallende Sueven. Sidonius Apollinaris kenschetst hen als afkomstig uit de uithoeken van de oceaan. Dat was vermoedelijk een gemeenplaats die ontleend was aan eerdere schrijvers. 